# Octave Battaille
Octave Désiré Joseph Battaille (Basècles, 18 januari 1848 - 5 maart 1920) was een Belgisch senator en burgemeester.

## Levensloop
Battaille was beroepshalve industrieel. 
Vanaf 1883 was hij gemeenteraadslid in Basècles, werd in 1891 schepen en was van 1901 tot aan zijn dood burgemeester.
In februari 1914 werd hij liberaal volksvertegenwoordiger voor het arrondissement Doornik en behield dit mandaat eveneens tot aan zijn dood.